# Rigai Műszaki Egyetem
A Rigai Műszaki Egyetem, röviden RTU (lettül: Rīgas Tehniskā universitāte) a Baltikum legrégebbi és legnagyobb műszaki felsőoktatási intézménye, amelyet 1862-ben alapítottak. Az egyetemnek több mint 13 000 hallgatója van. Az oktatás nyelve lett, de külföldi hallgatóknak lehetőségük van speciális angol nyelvű kurzusok látogatására. Az egyetem különböző fakultásai és épületei Riga különböző pontjain helyezkednek el, a főépület a Daugava partján, Riga történelmi központjában található.

## Története

### Rigai Politechnikum(Rīgas Politehniskā augstskola)1862–1896
A Rigai Műszaki egyetem elődje a Rigai Politechnikum 1862. október 14-én nyitotta meg kapuit, mint az Orosz Birodalom első több fakultással rendelkező műszaki főiskolája. Az egyetemet a Livóniai kormányzóság nobilitásainak (elsődlegesen német kereskedő családoknak) az adományaiból hozták létre, a kor modern német műszaki főiskoláinak mintájára.
A Rigai Politechnikum magán főiskola volt, az oktatás nyelve német, és a hallgatók tandíjat voltak kötelesek fizetni. Alapításakor a Rigai Politechnikumnak 6 fakultása volt:
- mérnöki tudományok
- kémiai tudományok
- mezőgazdasági tudományok
- mechanikai tudományok
- kereskedelem
- építészet

### Rigai Műszaki Főiskola(Rīgas Politehniskais institūts)1896–1919
1896-ban a Rigai Politechnikumot átszervezték és az Orosz Birodalom hivatalos állami felsőoktatási intézményévé vált. Ez a korszak volt a Rigai Műszaki Egyetem egyik legjelentősebb korszaka, itt tanított például Wilhelm Ostwald, aki 1909-ben kapott kémiai Nobel-díjat. Az első világháború alatt az egyetemet Moszkvába evakuálták.

### A Lett Állami Egyetem Műszaki kara(Tehniskās fakultātes, Latvijas Valsts universitātes sastāvā)1919–1958
1919-ben az önálló Lett Köztársaságban annak kikiáltását követően a felsőoktatás a Rigai Műszaki Főiskola 5 fakultásán indult újra. A köztársaság megszilárdulását követően 1919. szeptember 28-án alakult meg hivatalosan a Lett Állami Egyetem 9 fakultással. Az eredeti 6 fakultásból 5 mint az egyetem műszaki kara működött. A kereskedelmi fakultás megszűnt.

### Rigai Műszaki Főiskola(Rīgas Politehniskais institūts)1958–1990
1958-ban a műszaki oktatás kivált a Lett Állami Egyetemből és helyreállították az önálló Rigai Műszaki Főiskolát. Ekkor az újraszervezett intézménynek 3000 hallgatója volt. Ez a szám gyorsan megsokszorozódott 1980-ra a fakultások száma 11-re emelkedett. Az oktatás kétnyelvű (orosz és lett) volt

### Rigai Műszaki Egyetem(Rīgas Tehniskā universitāte)1990-től
Rigai Műszaki Főiskola 1990. március 19-én alakult át egyetemmé. Ettől a dátumtól kezdve hivatalos neve Rigai Műszaki Egyetem. Az egyetem komoly átalakításokon esett át, hogy megfeleljen az Európai szabványoknak és sikeresen vehessen részt a bolognai folyamatban. Az oktatás nyelve lett. Jelenleg a Rigai Műszaki Egyetemnek 8 kara van:
- Építőmérnöki Kar
- Számítástudományi Kar
- Általánosmérnöki Kar
- Villamosmérnöki Kar
- Elektronikai és Telekommunikációs Kar
- Mérnök-közgazdász Kar
- Anyagtudományok és Vegyészmérnöki Kar
- Közlekedés- és Gépészmérnöki Kar.